# Hololena furcata
Hololena furcata là một loài nhện trong họ Agelenidae.
Loài này thuộc chi Hololena. Hololena furcata được Ralph Vary Chamberlin & Willis J. Gertsch miêu tả năm 1929.